# Cmentarz żydowski w Choroszczy
Cmentarz żydowski w Choroszczy – został założony w XVIII wieku. Do naszych czasów zachowało się około stu kamiennych nagrobków, z których najstarszy pochodzi z 1834 roku. Teren nekropolii o powierzchni 0,8 ha jest ogrodzony i uporządkowany.